# Tokio Hotel
Tokio Hotel je njemački pop rock sastav osnovan 2001. godine. Čine ga četiri člana, braća Kaulitz (frontman – pjevač Bill Kaulitz i njegov brat blizanac Tom, gitarist), bubnjar Gustav Schäfer i basist Georg Listing.
Sastav je izdao sedam studijskih albuma, od kojih su tri bila prva na njemačkim ljestvicama. Njihov zadnji studijski album, zvan 2001, objavljen je 18. studenoga 2022.

## Povijest

### Stvaranje (2001. – 2004.)
Članovi Tokio Hotel-a su pjevač Bill i gitarist Tom Kaulitz, jednojajčani blizanci, bubnjar Gustav Schäfer i basist Georg Listing. Sreli su se 2001. godine nakon glazbenog showa u Magdeburgu, gdje su Listing i Schäfer, kolege iz glazbene škole, u publici slušali braću Kaulitz. Pod imenom Devilish, sastav je počeo odlaziti na audicije i organizirati manje koncerte. Nakon što je trinaestogodišnji Bill Kaulitz 2003. nastupio na njemačkom talent-showu (gdje je došao do četvrt-finala), sastav je zapazio glazbeni producent Peter Hoffmann. Devilish je promijenio ime u Tokio Hotel. Ubrzo nakon potpisanog ugovora sa Sonyjem, Hoffmann je spojio Davida Josta i Pata Benznera s glazbenim timom, koji nose zasluge za većinu pjesama s njihovog albuma prvijenca. Sastav je raskinuo kratki ugovor sa Sonyjem prije izdavanja prvog albuma.

### Schrei(2005. – 2006.)
2005. godine Tokio Hotel je potpisao ugovor s "Universal Music"-om. Njihov prvi singl, "Durch den Monsun" ("Kroz monsun") brzo se uspinjao po glazbenim ljestvicama te stigao na prvo mjesto u Njemačkoj i Austriji. Sljedeći singl, "Schrei", zasjeo je na peto mjesto u Njemačkoj. Ove je dvije pjesme napisao pjevač Bill Kaulitz s grupom producenata (Peter Hoffmann, David Jost, Pat Benzer i Dave Roth). Njihov debitantski album "Schrei" pušten je u prodaju 19. rujna 2005. i prodan je u više od 300 tisuća primjeraka u Njemačkoj. Godine 2006. objavljeni su treći i četvrti singl s albuma, "Rette mich" ('Spasi me') i "Der letzte Tag" ("Posljednji dan"), te su oboje ubrzo postali broj 1 u Njemačkoj. "Der letzte Tag" sadržava B-stranu nazvanu "Wir schließen uns ein" ("Mi smo združeni u jedno"), koja dolazi zajedno s spotom.

### Zimmer 483(2007. – 2008.)
Njihov prvi singl s albuma Zimmer 483 ("Soba 483"), nazvan "Übers Ende der Welt" ('Iznad kraja svijeta') (kasnije ponovno izdan na engleskom pod imenom "Ready, Set, Go!"), izdan je 26.1.2007. i ubrzo dosegao No. 1 u Njemačkoj i Austriji i No. 2 u Francuskoj. Zimmer 483 je pušten u prodaju 23. veljače 2007., zajedno s deluxe verzijom albuma koja sadržava DVD. Drugi singl s albuma, "Spring nicht" ('Nemoj skočiti') objavljen je 7. travnja. Turneja kojom je promoviran novi album započela je u ožujku 2007. godine. Treći singl, "An deiner Seite (Ich bin da)" ("Na tvojoj strani"), izdan je 16. studenog. Single sadrži B-stranu "1000 Meere" ("1000 mora") sa spot. 28. travnja 2008. pušten je četvrti singl s albuma, "Heilig" ('Svet') za kojeg je planirano snimanje spota, ali to se nije dogodilo. 

### Screami sjevernoamerička turneja (2007. – 2008.)
Prvi engleski album Tokio Hotela, Scream, u prodaju je stigao 4. lipnja 2007. godine (u Njemačkoj, album nosi naziv Room 483). Scream sadrži engleske verzije odabranih pjesama s njemačkih albuma. "Monsoon", engleska verzija pjesme "Durch den Monsun", postala je prvi singl s novog albuma, a nju su slijedile "Ready, Set, Go!" ("Übers Ende der Welt") i "Don't Jump" ("Spring nicht"). Za pjesmu Monsoon je snimljen novi spot, dok su ostala dva singla preuzela njemačke verzije spotova.
Tokio Hotel je svoj prvi koncert u Ujedinjenom Kraljevstvu održao 19. lipnja 2007, započevši tako svjetsku dominaciju. Iste godine, sastav je osvojio MTV EMA nagradu u Münchenu za najbolji 'InterAct', uz nominaciju za najbolji sastav. Na toj su dodjeli izveli pjesmu "Monsoon", a ta se izvedba pamti po tome što je sastav pjesmu otpjevao dok je po njima pljuštala "kiša", u skladu s nazivom pjesme.
Na kraju 2007. godine, Tokio Hotel je promovirao svoja 2 singla za američku publiku, a početkom 2008. je održao i par koncerata u SAD-u i Kanadi. 
Europska turneja "1000 Hotels" počela je 3. ožujka 2008., ali je dva tjedna kasnije otkazana zbog Billove bolesti (cista na glasnicama).
Tokio Hotel je svoju drugu sjevernoameričku turneju započeo u kolovozu 2008. Njihov spot za pjesmu "Ready, Set, Go!" bio je nominiran za najbolji pop video na MTV VMA 2008 u Los Angelesu, a s istom pjesmom su osvojili nagradu za najboljeg novog izvođača. Nakon nastavka turneje i potpisivanja albuma, u prosincu 2008. sastav je izdao DVD nazvan "Tokio Hotel TV – Caught on Camera" koji sadržava snimke iz backstagea i s turneje te pripreme za snimanje trećeg studijskog albuma.

### Humanoid,Humanoid City LiveiBest Of(2009. – 2011.)
Tokom turneje, Tokio Hotel se vratio u Hamburg na snimanje svog trećeg studijskog albuma, nazvanog Humanoid koji je u prodaju stigao 2. listopada 2009. godine unatoč najavama da će isti izaći u proljeće iste godine. Humanoid je izašao u dvije verzije, njemačkoj i engleskoj.
Prvi singl s najnovijeg albuma, "Automatisch" / "Automatic", pušten je 18. odnosno 22. rujna 2009. godine, a slijedio je "Lass uns laufen" / "World Behind My Wall", pušten u prodaju 8. siječnja naredne godine. Za te su dvije pjesme snimljeni i spotovi, koji su predstavljeni par tjedana prije izlaska singlova. Turneja "Welcome To Humanoid City" imala je 32 europska, 5 južnoameričkih i jedan koncert u Japanu (15. prosinca 2010.).
12. travnja 2010. godine u Mediolanum Forumu u Milanu snimljeni su DVD i live album pod nazivom Humanoid City Live, koji su bili prodaji od 20. srpnja iste godine. Za pjesmu "Dark Side of the Sun" snimljen je spot s live koncerta u Milanu. Tokio Hotel je održao nekoliko koncerata po Aziji (izvan turneje), uključujući nastup u Maleziji na MTV World Stage Live-u.
Sastav je krajem godine objavio pjesmu "Hurricanes and Suns", kojom je najavljen kompilacijski album "Best Of", izdan 13. prosinca. Album osim odabranih pjesama s prijašnjih albuma sadrži i dvije nove pjesme, spomenuti singl i "Mädchen aus dem All", pjesmu snimljenu 2003. koja je snimljena za album "Schrei", ali nije bila objavljena na njemu. Spotovi za te dvije pjesme, premijerno prikazani na službenim stranicama sastava, retrospektive su dotadašnjeg rada sastava.
Drugi posjet Japanu, u samo tri mjeseca, grupa je održala u veljači 2011. godine da bi tokom trećeg posjeta u lipnju predvodili humanitarnu akciju japanskog Crvenog križa za stradale u velikom potresu u toj zemlji.
U travnju 2011. Tokio Hotel je prvi puta osvojio MTV OMA (premijerne internetske nagrade MTV-ja) u kategoriji "Fan Army FTW" (najbolji obožavatelji), a u listopadu su istu nagradu osvojili drugi put zaredom.

### Zatišje i snimanje novog albuma
Nakon završetka turneje "Welcome To Humanoid City", Bill i Tom Kaulitz preselili su se u Los Angeles. Braća su 16. siječnja 2012. promovirali svoju aplikaciju "BTK Twins" preko koje približavaju svoje fanove njihovom svakodnevnom životu.
U svibnju grupa Far East Movement je izdala album koji sadrži pjesmu "If I Die Tomorrow", snimljenu u suradnji s Billom Kaulitzom.
Dana 28. lipnja, Tokio Hotel je treći put zaredom osvojio MTV OMA nagradu "Fan Army FTW" za najbolje fanove (Aliens).
Braća Kaulitz su nakon toga pristali sudjelovati na njemačkom talent showu kao suci, te su se privremeno vratili u svoju domovinu, što su iskoristili i za nastavak snimanja novog albuma zajedno s ostala dva člana, Georgom Listingom i Gustavom Schäferom koji su ostali živjeti u Njemačkoj.
Četvrti po redu studijski album trebao je izaći krajem 2012. godine, ali članovi sastava nisu bili spremni za njegovo izdavanje.
21. siječnja 2013. godine, sastav je na svom službenom Twitter profilu potvrdio da će album izaći do kraja 2013. Međutim, album pod nazivom "Kings of Suburbia" objavljen je 3. listopada 2014.

### Dream Machine(2016. – 2018.)
Tokom intervjua u svibnju 2016., Bill Kaulitz je objavio da će izaći novi album pod nazivom Dream Machine. Krajem prosinca 2016. kao promociju za album, band je objavio prve dvije pjesme s albuma na YouTubeu. Prva, "Something New" je objavljena 23. prosinca i druga, "What If", 29. prosinca.
Dana 2. siječnja 2017. band je objavio na svojoj Facebook stranici da će Dream Machine izaći 3. ožujka 2017. Više nemaju ugovor s Universal Music-om. Potpisali su ugovor sa Starwatch Music.
Dana 11. ožujka 2017. band je objavio sve pjesme s novog albuma na YouTubeu.

### Melancholic Paradise(2018. – 2020.)
Godine 2018. sastav je objavio da radi na novom albumu i da će otići na turneju Melancholic Paradise. Singlovi "Melancholic Paradise", "When It Rains It Pours" i "Chateau" poimence su objavljeni 1. veljače, 5. travnja i 17. studenoga 2019.
Dio turneje Melancholic Paradise koji se trebao održati u Latinskoj Americi otkazan je 12. ožujka 2020. zbog pandemije COVID-19.
U kolovozu 2020. Kaulitz je izjavio da će bend ponovno snimiti singlove "Durch den Monsun" i "Monsoon" i objaviti ih u listopadu 2020. u počast petnaestoj obljetnici objave tih singlova; "Durch den Monsun 2020" i "Monsoon 2020" naposljetku su poimence objavljeni 2. i 16. listopada 2020.

### TurnejaBeyond the WorldI2001(2020. – danas)
Tokio Hotel je 7. prosinca 2020. najavio svoju novu turneju Beyond the World za jesen 2021. Kasnije je odgođena do travnja 2022. zbog pandemije COVID-19, te ponovno do travnja 2023. zbog rusko-ukrajinskog rata.
Dana 11. siječnja 2021. na službenim je stranicama sastava na Facebooku i Instagramu objavljeno da će objaviti novi singl "White Lies", na kojem je gostovao njemački EDM dua VIZE. Taj je singl objavljen 15. siječnja 2021. Iste godine Tokio Hotel je objavio singlove "Behind Blue Eyes" (obradu obradu istoimene pjesme The Who) s VIZE u svibnju, "Sorry Not Sorry" s njemačkim reperom Badchieff-om u kolovozu i "HERE COMES THE NIGHT" u listopadu.
Tokio Hotel je 2022. objavio singlove "Bad Love" 4. veljače, "HIM" 8. travnja, "When We Were Younger" 27. svibnja, "Fahr mit mir (4x4)" sa Kraftklubom 8. srpnja. Kako su i najavili, njihov sedmi studijski album zvan 2001 objavljen je 18. studenoga iste godine.

## Članovi sastava
- Bill Kaulitz – vokal
- Tom Kaulitz – gitara
- Georg Listing – bas-gitara
- Gustav Schäfer – bubnjevi

## Diskografija
- Schrei (2005.)
- Zimmer 483 (2007.)
- Scream (2007.)
- Humanoid (2009.)
- Kings of Suburbia (2014.)
- Dream Machine (2017.)
- 2001 (2022.)

## Nagrade
Od izdavanja singla "Durch den Monsun" 2005. godine, Tokio Hotel je osvojio 110 nagrada u raznim kategorijama i državama.
2005.
| Kategorija            | Nagrada                   | Datum         |
| --------------------- | ------------------------- | ------------- |
| Best Newcomer         | Comet Awards (Njemačka)   | 6. listopada  |
| Super Comet           | Comet Awards (Njemačka)   | 6. listopada  |
| Best Newcomer         | Eins Live Krone           | 24. studenoga |
| Best Pop National Act | Bambi Awards              | 1. prosinca   |
| Best Single           | Golden Penguin (Austrija) | 2005.         |
| Best Pop              | Golden Penguin (Austrija) | 2005.         |
| Rock Band 2005        | Golden Penguin (Austrija) | 2005.         |

2006.
| Kategorija                          | Nagrada                               | Datum         |
| ----------------------------------- | ------------------------------------- | ------------- |
| Album of the year                   | Golden Penguin (Austrija)             | 8. veljače    |
| Band of the year                    | Golden Penguin (Austrija)             | 8. veljače    |
| Song of the year – ‘Der Letzte Tag’ | Golden Penguin (Austrija)             | 8. veljače    |
| Best Newcomer                       | Golden Penguin (Austrija)             | 8. veljače    |
| Ausverkaufte Tourhalle              | Sold-out-Award of Königpilsener Arena | 11. ožujka    |
| Best Newcomer                       | ECHO Awards (Njemačka)                | 12. ožujka    |
| Best Newcomer                       | Steiger Awards                        | 25. ožujka    |
| Pop National                        | Radio Regenbogen (Njemačka)           | 31. ožujka    |
| SuperBand Rock – Golden Otto        | Bravo Otto                            | 6. svibnja    |
| Music Award                         | Bild OSGAR                            | 22. svibnja   |
| Best Newcomer International         | Popcorn Awards (Hungary)              | 26. svibnja   |
| Best Newcomer                       | Bravo Otto (Hungary)                  | 24. svibnja   |
| Best International Band             | Bravo Otto (Hungary)                  | 24. svibnja   |
| Best Newcomer Band                  | Popkomm Bavarian Music Lion           | 21. rujna     |
| Best German Pop Band                | Goldene Stimmgabel                    | 24. rujna     |
| Best Selling German Artist          | World Music Awards                    | 15. rujna     |
| Best Pop National Act               | Bambi Awards                          | 30. studenoga |
| Best Live Act                       | Eins Live Krone                       | 7. prosinca   |
| Best Rock band                      | MTV France                            |               |

2007.
| Kategorija                               | Nagrada                                  | Datum         |
| ---------------------------------------- | ---------------------------------------- | ------------- |
| Single of the Year – Durch Den Monsun    | Golden Penguin                           |               |
| Best Selling German Act – Album Schrei   | European Border Breakers Award           | 21. siječnja  |
| European Border Breakers Award           | NRJ Awards                               | 21. siječnja  |
| Rock Award                               | BZ-Kulturpreis                           | 23. siječnja  |
| Best Video National                      | ECHO Awards (Njemačka)                   | 25. ožujka    |
| SuperBand Rock – Golden otto             | Bravo Otto                               | 28. Travanj   |
| Best Video                               | Comet Awards (Njemačka)                  | 3. svibnja    |
| Best Band                                | Comet Awards (Njemačka)                  | 3. svibnja    |
| Supercomet                               | Comet Awards (Njemačka)                  | 3. svibnja    |
| Best Band                                | Jabra Music                              | srpanj        |
| Digital prize                            | Festivalbar (Italija)                    | 7. rujna      |
| Most Successful Group Rock International | Goldene Stimmgabel                       | 22. rujna     |
| Most Successful Popgroup International   | Goldene Stimmgabel Awards                | 3. listopada  |
| Best Album                               | TMF Awards (Belgija)                     | 14. listopada |
| Best Video                               | TMF Awards (Belgija)                     | 14. listopada |
| Best New Artist                          | TMF Awards (Belgija)                     | 14. listopada |
| Best Pop                                 | TMF Awards (Belgija)                     | 14. listopada |
| Best International Act                   | MTV Europe Music Awards (Njemačka)       | 1. studenog   |
| Best band of the Year                    | MTV Italy Nickelodeon Kids' Choice Award | 1. prosinca   |

2008
| Kategorija                                    | Nagrada                             | Datum         |
| --------------------------------------------- | ----------------------------------- | ------------- |
| Band of the Year 2007                         | Golden Penguin (Austrija)           | siječnja      |
| Best International Band                       | Rockbjörnen Award (Švedska)         | 24. siječnja  |
| Best Music National                           | Goldene Kamera (Njemačka)           | 6. veljače    |
| Best Music Video                              | Echo Awards (Njemačka)              | 15. veljače   |
| Best International Artist                     | Emma Gala Awards (Finska)           | 8. ožujka     |
| Best International Group                      | Disney Channel Kids Award (Italija) | 28. ožujka    |
| Best Concert                                  | Hitkrant (Nizozemska)               | svibanj 2008  |
| Best Mood Song – Monsoon                      | Hitkrant (Nizozemska)               | svibanj 2008  |
| Song that Satys in your Head – Monsoon        | Hitkrant (Nizozemska)               | svibanj 2008  |
| Superband Rock – Silver Otto                  | Bravo Otto                          | 3. svibnja    |
| Best Band                                     | MTV TRL Awards (Italija)            | 17. svibnja   |
| Best Number 1 of the Year with Monsoon        | MTV TRL Awards (Italija)            | 17. svibnja   |
| Best Band                                     | Comet Awards (Njemačka)             | 23. svibnja   |
| Best Video – An Deiner Seite                  | Comet Awards (Njemačka)             | 23. svibnja   |
| Best Live Act                                 | Comet Awards (Njemačka)             | 23. svibnja   |
| Super Comet                                   | Comet Awards (Njemačka)             | 23. svibnja   |
| Best New Artist                               | MTV VMA Music Awards (SAD)          | 7. rujna      |
| Fan Choice Best Entrance                      | MTV VMA Music Awards (SAD)          | 7. rujna      |
| Best Male Artist International (Bill Kaulitz) | TMF Awards (Belgija)                | 11. listopada |
| Best Video International – Don't Jump         | TMF Awards (Belgija)                | 11. listopada |
| Song of the Year                              | MTV Latin America Awards (Meksiko)  | 16. listopada |
| Best Fanclub-Venezuela                        | MTV Latin America Awards (Meksiko)  | 16. listopada |
| Best New Artist-International                 | MTV Latin America Awards (Meksiko)  | 16. listopada |
| Best Ringtone                                 | MTV Latin America Awards (Meksiko)  | 16. listopada |
| Headliner                                     | MTV Europe Music Awards (Engleska)  | 6. studenog   |
| Best Selling DVD: ZImmer 483 – Live in Europe | Rekord (Rusija)                     | 2. prosinca   |

2009
| Kategorija                   | Nagrada                            | Datum         |
| ---------------------------- | ---------------------------------- | ------------- |
| SuperBand – Golden Otto      | Bravo Otto (Njemačka)              | 12. svibnja   |
| Best TRL Artist of the Year  | MTV TRL Awards (Italija)           | 16. svibnja   |
| Best Online Star             | Comet Awards (Njemačka)            | 29. svibnja   |
| Export Hit of Germany        | Bavarian Music Lion                | 17. rujna     |
| International Award (2009)   | Audi Generation Award (Njemačka)   | 18. listopada |
| Best Rock Video(2009)        | Music New Video Music Award        | rujan         |
| Best Group                   | MTV Europe Music Awards (Njemačka) | 5. studenog   |
| Best International Rock Band | Telehit Awards (Meksiko)           | 12. studenog  |

2010
| Kategorija                                      | Nagrada                              | Datum        |
| ----------------------------------------------- | ------------------------------------ | ------------ |
| Band of the Year                                | Golden Penguin (Austrija)            | 29. siječnja |
| Album of the Year                               | Golden Penguin (Austrija)            | 29. iječanj  |
| Band of the Year                                | Bravoora Awards (Poljska)            | 1. veljače   |
| Best International Artist                       | Emma Gala Awards (Finska)            | 4. veljače   |
| Walk of Fame                                    | König-Pilsener Arena (Njemačka)      | 26. veljače  |
| Best International Band                         | Radio Regenbogen Awards (Njemačka)   | 19. ožujka   |
| Favorite Music Star                             | Kids Choice Awards 2010 (Njemačka)   | 10. travnja  |
| Best Live Act                                   | Comet Awards (Njemačka)              | 21. svibnja  |
| Foreign Song of the Year – World Behind My Wall | Rockbjörnen Award (Švedska)          | 1. rujna     |
| Concert of the Year                             | Rockbjörnen Award (Švedska)          | 1. rujna     |
| Best World Stage Performance                    | MTV Europe Music Awards (Španjolska) | 7. studenog  |
| Best Group Video                                | Music New Video Music Award          | prosinac     |
| Best Band National                              | CMA Awards (Njemačka)                | 12. prosinca |
| Best Single National – World Behind My Wall     | CMA Awards (Njemačka)                | 12. prosinca |

2011
| Kategorija                   | Nagrada                       | Datum         |
| ---------------------------- | ----------------------------- | ------------- |
| Band of the Year             | Bravoora Awards (Poljska)     | ožujka        |
| Star of the 20th Anniversary | Bravoora Awards (Poljska)     | ožujka        |
| Best Fan Army (Fan Army FTW) | MTV O Music Awards (SAD)      | 28. travnja   |
| Best Rock Video              | MTV Video Music Awards Japan  | 2. Srpanj     |
| Best Fan Club : Aliens       | 2Musica Awards                | 17. kolovoza  |
| Fashion Icon : Bill Kaulitz  | 2Musica Awards                | 17. kolovoza  |
| Best Videography             | 2Musica Awards                | 17. kolovoza  |
| Best Artist In A Versus      | 2Musica Awards                | 17. kolovoza  |
| Best Rock Artist             | 2Musica Awards                | 17. kolovoza  |
| Best Fan Army (Fan Army FTW) | MTV O Music Awards (USA)      | 31. listopada |
| Best Peta2 Ad                | Peta2 6th Annual Libby Awards | prosinac      |

2012
| Kategorija                        | Nagrada                              | Datum        |
| --------------------------------- | ------------------------------------ | ------------ |
| Super-Band Rock- Bronze Otto      | BRAVO OTTO (Njemačka)                | 21. ožujka   |
| Mister Winter 2012 : Bill Kaulitz | Star Planete Awards 2012 (Francuska) | 25. ožujka   |
| Musical March Madness Champions   | MTV Musical ožujka Madness 2012      | 5. travnja   |
| Hottest Rocker Boys               | Q102's Online Competitions           | 27. svibnja  |
| Best Fan Club: Aliens             | 2Musica Awards                       | 25. lipnja   |
| Best Artist In A Versus           | 2Musica Awards                       | 25. lipnja   |
| Best Fan Army (Fan Army FTW)      | MTV O Music Awards (SAD)             | 28. lipnja   |
| Battle Of The Boy Bands           | MTV Latin America Awards (Meksiko)   | 16. kolovoza |

2013.
| Kategorija                   | Nagrada                  | Datum        |
| ---------------------------- | ------------------------ | ------------ |
| Best Fan Army (Fan Army FTW) | MTV O Music Awards (SAD) | 19. lipnja   |
| Biggest Fans                 | MTV Europe Music Awards  | 10. studenog |

2014.
| Category                                   | Award                        | Date         |
| ------------------------------------------ | ---------------------------- | ------------ |
| Album Of The Year: Kings of Suburbia       | Music Daily Awards (Hungary) | 28. prosinca |
| Video Of The Year: Love Who Loves You Back | Music Daily Awards (Hungary) | 28. prosinca |
| Band Of The Year                           | Music Daily Awards (Hungary) | 28. prosinca |
| Best Fan Club: Aliens                      | Music Daily Awards (Hungary) | 28. prosinca |
| Best International Band                    | Love Radio Awards (Russia)   | 29. prosinca |
| OMG Of The Year – Tokio Hotel's comeback   | Love Radio Awards (Russia)   | 29. prosinca |

2015
| Category                                   | Award                          | Date        |
| ------------------------------------------ | ------------------------------ | ----------- |
| Video of the year: Love who loves you back | MTV Award (Spain)              | 9. siječnja |
| Musical March Madness Champions            | MTV Musical March Madness 2015 | 3. travnja  |
| Best Artist From The World                 | MTV Awards 2015 (Italy)        | 14. lipnja  |

## Vanjske poveznice
- Službena Tokio Hotel Web Stranica
- Službeni Tokio Hotel Twitter profil
- Službeni Tokio Hotel Facebook profil

### Ostali projekti
| Kategorija | Nagrada | Datum |
| ---------- | ------- | ----- |

|  | Zajednički poslužitelj ima stranicu o temi Tokio Hotel    |
|  | Zajednički poslužitelj ima još gradiva o temi Tokio Hotel |